# Stanko Jelačin
Stanko (Stanislav) Jelačin, slovenski general, * 1904, † 1960.

## Življenjepis
Pred aprilsko vojno je končal Nižjo in Višjo šolo Vojaške akademije. Med marcem 1942 in oktobrom 1943 je bil v italijanski internaciji; nato se je pridružil NOVJ.
Upokojen je bil leta 1960 kot generalmajor JLA.